# Xylocopa aeratus
X. aeratus là một loài Hymenoptera trong họ Apidae, sống ở vùng Sydney thuộc New South Wales, Úc. Nó được mô tả lần đầu tiên bởi nhà động vật học F. Smith năm 1851 dưới tên Lestis aeratus. Tên loài (aeratus) xuất phát từ tiếng Latinh, và có nghĩa là "màu đồng thiếc".

## Hình ảnh

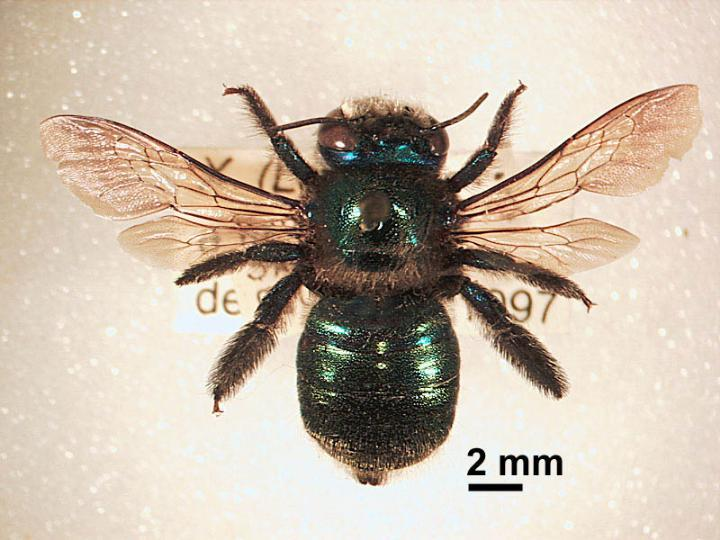
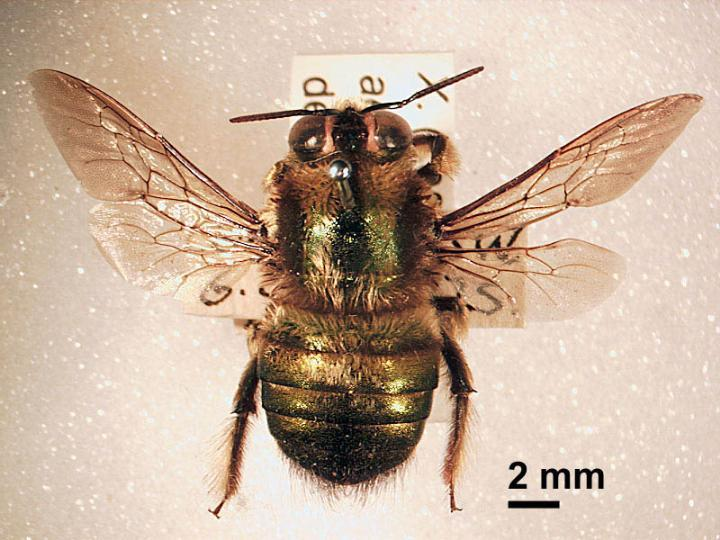
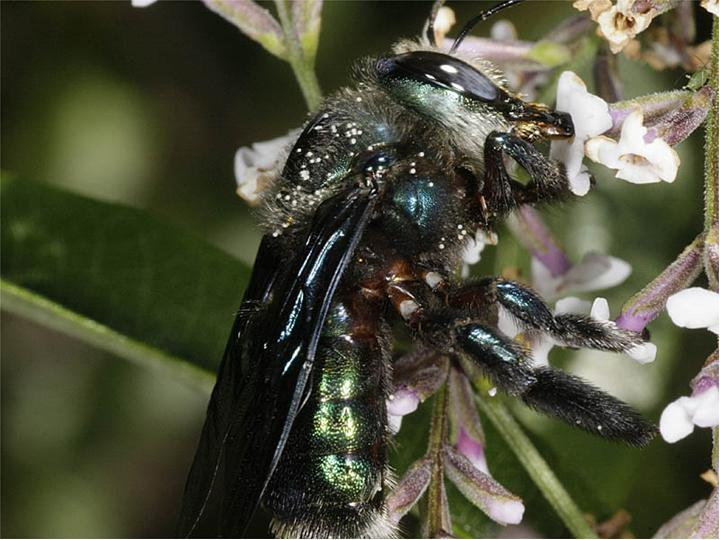
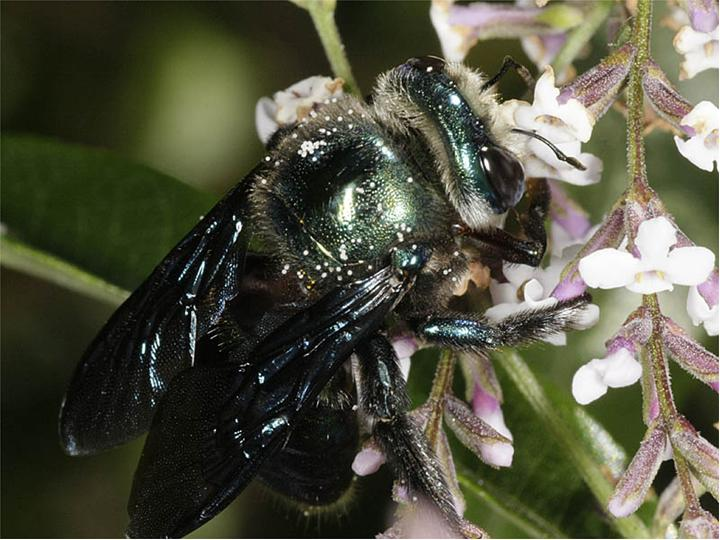